# Virtuoso
Virtuoso – album Davida Garretta z 2008 roku, wydany w Europie. Utwory są w większości zapożyczone z poprzedniego albumu, Free.

## Lista utworów[2]
1. "La Califfa" (Ennio Morricone) – 2:46
2. "Carmen Fantasie" (Georges Bizet) przy współpracy z Paco Peña, gitara
3. "Nothing Else Matters" (Metallica) – 3:32
4. "Csardas Gypsy Dance" (Vittorio Monti) – 3:27
5. "Duelling Banjos" (z filmu Deliverance) – 2:11
6. "Pachelbel's Canon" – 3:16
7. "Paganini Rhapsody" Kaprys nr 24 (Paganini) (Niccolò Paganini) – 4:08
8. "Somewhere" (z musicalu Leonard Bernstein West Side Story) – 3:01
9. "The Flight of the Bumble Bee" (Nikołaj Rimski-Korsakow) – 1:20
10. "Serenade" (David Garrett i Franck van der Heijden) – 3:38
11. "Toccata" (David Garrett i Franck van der Heijden) – 3:50
12. "You Raise Me Up" (Brendan Graham, Rolf Løvland) – 4:15
13. "Eliza's Song" (David Garrett i Franck van der Heijden) – 2:59